# Uromycladium bisporum
Uromycladium bisporum är en svampart som beskrevs av McAlpine 1905. Uromycladium bisporum ingår i släktet Uromycladium och familjen Pileolariaceae.   Inga underarter finns listade i Catalogue of Life.